# Formule 750 1976
De 750 cc Prijs van de FIM 1976 was de vierde raceserie in het Formule 750-kampioenschap, dat in 1973 door de Fédération Internationale de Motocyclisme werd ingesteld. De 750 cc Prijs van de FIM telde in dit jaar mee voor het Europees kampioenschap wegrace.

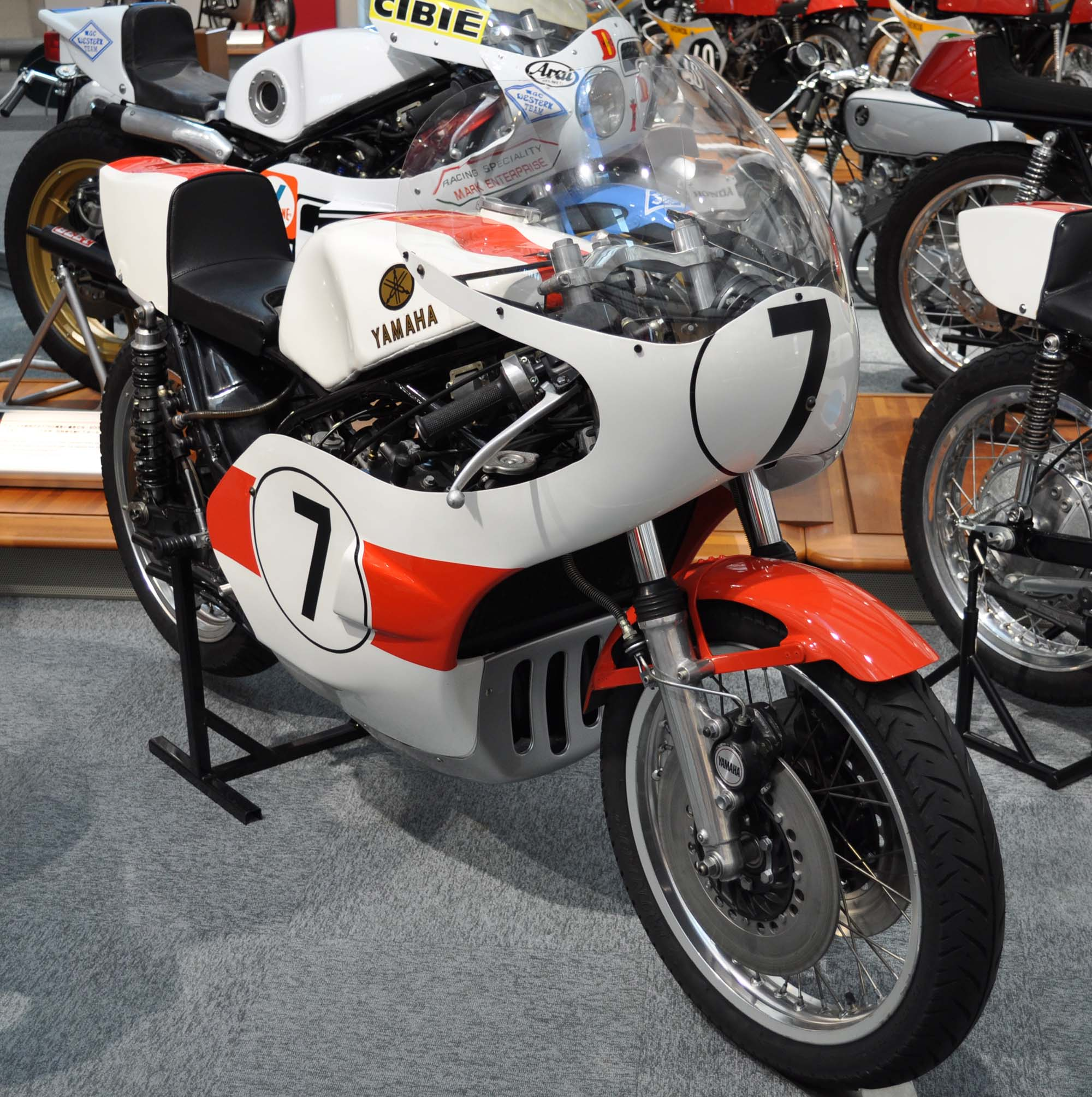
Yamaha TZ 750 uit 1976

## Voorgeschiedenis
Door de toenemende populariteit van races met 750cc-motorfietsen (met name in de Daytona 200 en later ook de 200 Mijl van Imola) had de FIM in 1972 besloten om vanaf 1973 een apart kampioenschap voor deze machines op te zetten. Dit kampioenschap kreeg nog geen WK-status. In 1973 was al gebleken dat er meer reglementen moesten komen, met name voor wat betreft de puntentelling en de indeling in twee manches, die door sommige organisatoren wel en door andere niet werd toegepast. In 1974 was er een mager programma gepresenteerd: organisatoren wilden de nieuwe Yamaha TZ 750 in hun races zien, maar die machine was niet gehomologeerd en mocht in de 750 cc Prijs van de FIM niet aan de start komen. De meeste organisatoren kozen voor de inkomsten van het publiek, dat ook voor deze Yamaha kwam, en maakten van hun wedstrijd een gewone internationale race. Slechts drie wedstrijden werden in het kader van de 750 cc Prijs van de FIM verreden, maar in 1975 waren dat weer acht wedstrijden.

## 750 cc Prijs van de FIM 1976
De Formule 750 heette in 1976 formeel nog steeds "750 cc Prijs van de FIM". Ze was zeker populair bij de rijders, maar voor de FIM nog steeds een ondergeschoven kindje. Dat bleek toen de organisatoren in Zweden en (op het laatste moment) Finland door de organistoren zo maar konden worden afgelast. Die van Finland zou op 8 augustus plaatsvinden, maar werd in de laatste week van juli pas afgelast. Na de race in Venezuela bleef er een protest staan omdat er een fout zou zijn gemaakt bij de rondetelling. Uiteindelijk besloot de FIM het resultaat in Venezuela te schrappen.
Voor de Daytona 200 was Kenny Roberts favoriet, temeer omdat bandenfabrikant Goodyear had beloofd dat zijn banden het zeker 200 mijlen zouden volhouden. Dat gebeurde niet: na 43 van de 52 ronden moest hij zijn achterwiel laten wisselen omdat de band helemaal versleten was (hij was zelfs lek). Ook winnaar Johnny Cecotto (Yamaha TZ 750) reed met Goodyear banden, maar volgens zijn monteur Vince Renche was de motor soepeler afgesteld, waardoor de bandenslijtage minder was. In de race vormden Roberts, Cecotto en Steve Baker een kopgroep, maar Baker moest lossen toen de eerste rijders gedubbeld werden en viel in de tiende ronde uit. Hideo Kanaya, teamgenoot van Kenny Roberts, lag op de derde plaats maar werd als eerste geconfronteerd met de bandenproblemen. Barry Sheene nam de derde plaats over, maar viel uit door een gebroken ketting. Cecotto reed intussen iedereen op een ronde. Door de vele uitvallers kwam veteraan Gary Nixon met zijn Kawasaki als tweede over de finish en Pat Hennen werd met een Suzuki derde.
Johnny Cecotto was zoals verwacht ook de snelste in de nieuwe "200 Milas de Venezuela". In de tweede ronde van de eerste manche nam hij de leiding over van Gregg Hansford (Kawasaki) om ze niet meer af te staan. Hij won die manche met een grote voorsprong op Steve Baker en Gary Nixon. Ook in de tweede manche ging Cecotto ruim aan kop, maar met nog maar 9 ronden te gaan reed hij de pit in. De temperatuur van bijna 40 °C werd hem te veel en stapte uitgeput van zijn Yamaha. De tweede manche werd gewonnen door Steve Baker, die daarvoor echter eerst protesteerde toen Gary Nixon als winnaar gehuldigd was. Nixon werd nu tweede en John Newbold werd derde. In de totaalstand na twee manches was Baker de winnaar, vóór Nixon en Newbold.
Steve Baker won de 200 Mijl van Imola, nadat zowel Cecotto als Kenny Roberts vroeg in de eerste manche gevallen waren. Michel Rougerie werd tweede en Barry Sheene werd derde.
In Spanje waren de podiumplaatsen in beide manches identiek: 1. Michel Rougerie, 2. Víctor Palomo en 3. Patrick Pons. Een aantal coureurs, zoals Giacomo Agostini, Johnny Cecotto en Phil Read lieten verstek gaan wegens de races in Mettet, Barry Sheene reed in Engeland en Baker en Gary Nixon deden ook niet mee.
In Nijvel werd Gary Nixon eerste in de eerste manche, tweede in de tweede manche en totaalwinnaar. Hij naderde daardoor de leider in het kampioenschap Michel Rougerie tot op 1 punt. Rougerie kon zich overigens niet verdedigen door een val in de trainingen.
In het Franse Nogaro won Christian Estrosi beide manches. Philippe Coulon werd twee keer tweede en Agostini werd in de totaalstand derde door een keer vierde en een keer derde te worden met een Yamaha.
Steve Baker won de eerste manche in Silverstone met overmacht, maar daarna sloeg de pechduivel toe: in de 250cc-race voorafgaande aan de tweede manche werd hij door Takazumi Katayama aangereden waarbij hij zijn enkel blesseerde. Baker startte in de tweede manche, maar moest de pit in doordat zijn voorband begon leeg te lopen. Na montage van een ander voorwiel viel hij alsnog uit door andere mechanische problemen. Na het uitvallen van Mick Grant (gebroken ketting) in de eerste manche werd Barry Sheene tweede en Patrick Pons werd derde. Phil Read werd vierde en Víctor Palomo vijfde. Na het uitvallen van Baker en Sheene in de tweede manche werd deze gewonnen door Mick Grant, vóór Palomo en Barry Ditchburn. Dankzij zijn vijfde en tweede plaats werd Víctor Palomo overall-winnaar.
In Assen was er wat paniek voor de races omdat er te weinig regenbanden beschikbaar waren. Bandenspecialisten begonnen in allerijl slicks op te snijden en Boet van Dulmen leek het kind van de rekening te worden, tot hij uiteindelijk banden van Phil Read kreeg. Toch startte men de eerste manche op slicks, waarbij Giacomo Agostini de start miste omdat hij na de opwarmronde zijn helmvizier moest vervangen. Hij vertrok 12 seconden na de rest van het veld. Na de eerste ronde viel Johnny Cecotto, waarbij zijn gescheurde tank zorgde voor een spoor van brandende benzine op de baan. Wil Hartog kon de tank niet meer ontwijken, waardoor deze richting het publiek werd gecaramboleerd, maar de brandweer wist de brand snel te blussen. Cecotto mankeerde niets, maar Hartog verliet de strijd met een gekneusde teen en een krom schakelpedaal. Intussen lag Phil Read op kop, gevolgd door Boet van Dulmen, maar toen het begon te regenen wist van Dulmen (erkend regenrijder) de leiding over te nemen. Read maakte al in de 7e ronde zijn tankstop, Boet pas in de 13e ronde, maar toen was Read al te dicht genaderd en hij nam de leiding weer over op de inmiddels weer tamelijk droge baan, ondanks de regen die in de 9e ronde weer begonnen was. Read won de manche met 14 seconden voorsprong op van Dulmen, maar beiden hadden een grote voorsprong op derde man Víctor Palomo. Door zijn slechte resultaat in de eerste manche moest Agostini in de tweede groep aan de tweede manche beginnen, maar dat hield hem niet van de winst af. Deze wedstrijd was droog, en Boet van Dulmen werd na zijn snelle start al snel ingehaald door Phil Read. In de 7e ronde nam Agostini de leiding over om ze niet meer af te staan. Er waren veel uitvallers en Read viel ver terug door zijn tankstop. Daardoor ging de tweede plaats naar Kork Ballington en de derde naar John Newbold. Víctor Palomo werd in de tweede manche vierde en hoewel hij er de hele dag in de strijd om de leiding niet aan te pas gekomen was, werd hij alsnog totaaloverwinnaar in Assen.
Op Hockenheim maakte Mick Grant zich los uit de kopgroep, maar na verloop van tijd begon Philippe Coulon in te lopen en hij nam de eerste plaats over, terwijl Grant terugzakte naar de derde positie achter John Newbold. Newbold wist de eerste manche te winnen vóór Coulon en Grant, terwijl Víctor Palomo vierde werd. In de tweede manche ging Grant opnieuw aan de leiding, maar zijn machine begon slechter te lopen en na drie ronden viel hij uit. Palomo nam even de leiding maar werd teruggedrongen door Gary Nixon, die de wedstrijd won. Palomo werd wel tweede en Bruno Kneubühler werd derde. Dagwinnaar werd opnieuw Palomo, die nog niet officieel wereldkampioen was. Hem konden nog vier punten in Frankrijk in mindering worden gebracht en de uitkomst van de race in Venezuela was nog steeds niet bekend. Pas op het FIM-najaarscongres in Brugge werd besloten dat Víctor Palomo definitief kampioen Formule 750 was geworden.

## Puntentelling
De vijf beste resultaten telden, maar de races die in manches waren verdeeld leverden één totaalresultaat op. 
|         | 1e | 2e | 3e | 4e | 5e | 6e | 7e | 8e | 9e | 10e |
| Punten: | 15 | 12 | 10 | 8  | 6  | 5  | 4  | 3  | 2  | 1   |

## Uitslagen
|             | Datum        | Race               | Circuit      | 1e                | 2e              | 3e                  |
| ----------- | ------------ | ------------------ | ------------ | ----------------- | --------------- | ------------------- |
| 1           | 07 maart     | Daytona 200        | Daytona      | Johnny Cecotto    | Gary Nixon      | Pat Hennen          |
|             | 21 maart     | Venezuela          | San Carlos   | Johnny Cecotto    | Steve Baker     | Gary Nixon          |
| Steve Baker | 21 maart     | Venezuela          | San Carlos   | Gary Nixon        | John Newbold    |                     |
| 2           | 4 april      | 200 Mijl van Imola | Imola        | Steve Baker       | Michel Rougerie | Barry Sheene        |
| 2           | 4 april      | 200 Mijl van Imola | Imola        | Steve Baker       | Michel Rougerie | Christian Bourgeois |
| 3           | 9 mei        | Spanje             | Jarama       | Michel Rougerie   | Víctor Palomo   | Patrick Pons        |
| 3           | 9 mei        | Spanje             | Jarama       | Michel Rougerie   | Víctor Palomo   | Patrick Pons        |
| 4           | 23 mei       | België             | Nijvel       | Gary Nixon        | Patrick Pons    | John Newbold        |
| 4           | 23 mei       | België             | Nijvel       | Mick Grant        | Gary Nixon      | Dave Potter         |
| 5           | 30 mei       | Frankrijk          | Nogaro       | Christian Estrosi | Philippe Coulon | Barry Ditchburn     |
| 5           | 30 mei       | Frankrijk          | Nogaro       | Christian Estrosi | Philippe Coulon | Giacomo Agostini    |
| 6           | 15 augustus  | Groot-Brittannië   | Silverstone  | Steve Baker       | Barry Sheene    | Patrick Pons        |
| 6           | 15 augustus  | Groot-Brittannië   | Silverstone  | Mick Grant        | Víctor Palomo   | Barry Ditchburn     |
| 7           | 5 september  | Nederland          | Assen        | Phil Read         | Boet van Dulmen | Víctor Palomo       |
| 7           | 5 september  | Nederland          | Assen        | Giacomo Agostini  | Kork Ballington | John Newbold        |
| 8           | 26 september | Duitsland          | Hockheimring | John Newbold      | Philippe Coulon | Mick Grant          |
| 8           | 26 september | Duitsland          | Hockheimring | Gary Nixon        | Víctor Palomo   | Bruno Kneubühler    |

## Eindstand
| Pos. | Coureur           | Merk                   | Ptn.    |
| ---- | ----------------- | ---------------------- | ------- |
| 1    | Víctor Palomo     | Bakker-Yamaha / Yamaha | 57 (61) |
| 2    | Gary Nixon        | Kawasaki               | 47      |
| 3    | John Newbold      | Suzuki                 | 37      |
| 4    | Michel Rougerie   | Yamaha                 | 32      |
| 5    | Dave Potter       | Yamaha                 | 26      |
| 6    | Gérard Choukroun  | Yamaha                 | 22      |
| 7    | Christian Estrosi | Yamaha                 | 20      |
| 8    | Pat Hennen        | Suzuki                 | 16      |
| 9    | Patrick Pons      | Yamaha                 | 16      |
| 10   | Johnny Cecotto    | Yamaha                 | 15      |
|      | Steve Baker       | Yamaha                 | 15      |
| 12   | Takazumi Katayama | Yamaha                 | 15      |
| 13   | Jack Findlay      | Yamaha / Bakker-Yamaha | 13      |
| 14   | Philippe Coulon   | Yamaha                 | 12      |
|      | Boet van Dulmen   | Yamaha                 | 12      |
| 16   | Giacomo Agostini  | Yamaha                 | 12      |
| 17   | Kork Ballington   | Yamaha / Bakker-Yamaha | 12      |
| 18   | Barry Sheene      | Suzuki                 | 10      |
|      | Mick Grant        | Kawasaki               | 10      |
|      | Phil Read         | Bakker-Yamaha          | 10      |
|      | Bruno Kneubühler  | Yamaha                 | 10      |
| 22   | Gene Romero       | Yamaha                 | 8       |

| Pos. | Coureur            | Merk          | Ptn. |
| ---- | ------------------ | ------------- | ---- |
| 23   | Roger Ruiz         | Yamaha        | 8    |
|      | Edmar Ferreira     | Yamaha        | 8    |
| 25   | Jaime Samaranch    | Yamaha        | 6    |
| 26   | José Maria Mallol  | Ducati        | 5    |
|      | Rob Bron           | Yamaha        | 5    |
|      | Chas Mortimer      | Yamaha        | 5    |
|      | Alex George        | Bakker-Yamaha | 5    |
| 30   | Marcel Ankoné      | Yamaha        | 5    |
| 31   | Hideo Kanaya       | Yamaha        | 4    |
|      | Yvon Duhamel       | Kawasaki      | 4    |
| 33   | John Williams      | Suzuki        | 4    |
| 34   | Randy Cleek        | Yamaha        | 3    |
|      | Cliff Carr         | Yamaha        | 3    |
| 36   | Philippe Chaltin   | Yamaha        | 3    |
|      | Barry Ditchburn    | Kawasaki      | 3    |
|      | Johnny Bengtsson   | Yamaha        | 3    |
| 39   | John Dodds         | Yamaha        | 3    |
| 40   | Kenny Roberts      | Yamaha        | 2    |
|      | Jon Ekerold        | Yamaha        | 2    |
|      | Christian Huguet   | Yamaha        | 2    |
| 43   | Etienne Geeraerdt  | Yamaha        | 1    |
|      | Maurice Chaumat    | Yamaha        | 1    |
|      | Clive Offer        | Yamaha        | 1    |
|      | Hans-Otto Butenuth | Yamaha        | 1    |

(Punten tussen haakjes zijn inclusief streepresultaten)

## Constructeurstitel
| 1 | Yamaha   | 90 (117) |
| 2 | Kawasaki | 53       |
| 3 | Suzuki   | 52       |
| 4 | Ducati   | 5        |

(Punten tussen haakjes zijn inclusief streepresultaten, de constructeurstitel was niet officieel.)
1973 ·
1974 ·
1975 ·
1976 ·
1977 ·
1978 ·
1979